# Хауб, Карл-Эриван
Карл-Эриван Хауб (нем. Karl-Erivan Haub, 5 марта 1960, Такома, Вашингтон — предп. 7 апреля 2018, Церматт, Вале) — немецкий предприниматель, миллиардер. Был совладельцем и главным управляющим холдинга Tengelmann Group (включает сеть супермаркетов OBI). В апреле 2018 года исчез в Швейцарии вблизи Церматта, во время подготовки к горнолыжному походу был объявлен умершим согласно решению окружного суда Кёльна в мае 2021 года.

## Биография
Карл-Эриван Хауб родился в США в 1960 году, провёл детство и юношеские годы в Висбадене. Он был старшим из трёх сыновей немецкого предпринимателя Эривана Хауба и его жены Хельги. У Карла-Эривана было двойное гражданство: США и Германии. С 1978 по 1983 год он изучал экономику и социальные науки в Университете Санкт-Галлена.
В 1989 году Карл-Эриван Хауб женился на Катрин Хаубольд, с ней у него было двое детей-близнецов. Вплоть до своего исчезновения он жил с семьёй в Кёльне.   
В 2000 году, после того как его отец, Эриван Хауб, возглавлявший Tengelmann c 1969 года, отошёл от дел, Карл-Эриван возглавил холдинг. Средний брат Георг занимался недвижимостью, а младший Кристиан отбыл в США руководить американским подразделением холдинга Tengelmann.
Карл-Эриван приложил много усилий для развития бизнеса Tengelmann в России через инвестиции в сеть строительных супермаркетов OBI. Возможно, что в этот период он приобрёл российское гражданство.

## Исчезновение и слухи
Хауб исчез 7 апреля 2018 года во время подготовки к лыжной гонке Patrouille des Glaciers, проводимой армией Швейцарии раз в два года в районе Маттерхорна. Он считался очень опытным ски-альпинистом и много лет участвовал в этих гонках. 13 апреля семья Хауб объявила, что у них больше нет никакой надежды найти Карла-Эривана живым, поскольку после более чем недели «в экстремальных климатических условиях в районе ледника» шансов на выживание практически не было. Повторная активизация поисков стала возможной только после таяния снега, но в октябре 2018 г. поиск был прекращен «ввиду отсутствия шансов на успех».
Сразу после исчезновения Карла-Эривана Хауба холдинг Tengelmann объявил о назначении его брата Кристиана Хауба генеральным директором начиная с 18 апреля 2018 года. Между вдовой Карла-Эривана Хауба, Катрин Хауб и его братьями Георгом и Кристианом возник сложный конфликт материальных интересов в отношении долей собственности в холдинге и юридического статуса Карла-Эривана Хауба в связи с его исчезновением.  
В мае 2023 года Stern сообщило, что Карла-Эривана Хауба с высокой вероятностью опознали на записи с камеры видеонаблюдения, снятой в Москве в 2021 году.